# Crosbylonia
Crosbylonia Eskov, 1988 è un genere di ragni appartenente alla famiglia Linyphiidae.

## Distribuzione
L'unica specie oggi attribuita a questo genere è stata reperita nella Russia asiatica.

## Tassonomia
A maggio 2011, si compone di una specie:
- Crosbylonia borealis Eskov, 1988[3] — Russia